# José María Calvo (futbolista)
José María Calvo (Quenumá, Buenos Aires, Argentina, 15 de julio de 1981), conocido como Pampa Calvo, es un exfutbolista argentino. Jugaba de lateral derecho o izquierdo.

## Trayectoria

### Boca Juniors
Lateral derecho o izquierdo. Debutó en la primera xeneize el 21 de mayo del 2000, frente a Rosario Central ganando 2-0, con goles de Fernando Navas y Antonio Barijho.

### Su paso por España
En enero de 2007 se oficializó su traspaso en calidad de cedido al ascendido Gimnàstic de Tarragona de la Primera División de España, donde en 19 partidos disputados no pudo evitar el descenso. Para la siguiente temporada seguiría en el fútbol español pero esta vez, a préstamo por un año, en el Recreativo de Huelva donde esta vez si pudo mantener el equipo en primera. 

### Vuelta a Boca Juniors
En agosto de 2008 volvió a Boca Juniors, donde jugó 13 partidos durante el resto del año. Luego de varias lesiones y ausencias volvió a las canchas tres años después, el 13 de febrero de 2011, contra Godoy Cruz. En aquel Torneo Clausura disputó sus últimos 5 encuentros como jugador. Su último partido oficial fue el 22 de mayo en el empate 2-2 contra Arsenal de Sarandí.   
Fue sustituto de Hugo Ibarra en gran parte de su carrera. Debido a sus reiteradas lesiones y su salida de Boca Juniors, se retiró del fútbol profesional el 24 de diciembre de 2011. Ganó 13 títulos, la mayoría como integrante del plantel, pero siempre siendo una alternativa para jugar.

### Partido de despedida
El 15 de diciembre de 2013 se realizó un partido de despedida del fútbol en el Club Atlético Quenumá de su pueblo natal con la participación de varios jugadores y exjugadores, entre ellos Rolando Schiavi, Jesús Dátolo y Javier García.

## Clubes
| Club                            | País      | Año         |
| ------------------------------- | --------- | ----------- |
| Boca Juniors                    | Argentina | 2000 - 2006 |
| Gimnàstic de Tarragona (cedido) | España    | 2007        |
| Recreativo de Huelva (cedido)   | España    | 2007 - 2008 |
| Boca Juniors                    | Argentina | 2008 - 2011 |

## Estadísticas
| Club | Div.                | Temporada           | Liga | Liga | Liga | Copas Nacionales(1) | Copas Nacionales(1) | Copas Nacionales(1) | Copas Internacionales(2) | Copas Internacionales(2) | Copas Internacionales(2) | Total | Total | Total | Prom. · |
| Club | Div.                | Temporada           | PJ   | G    | A    | PJ                  | G                   | A                   | PJ                       | G                        | A                        | PJ    | G     | A     | Prom. · |
| --- | ------------------- | ------------------- | ---- | ---- | ---- | ------------------- | ------------------- | ------------------- | ------------------------ | ------------------------ | ------------------------ | ----- | ----- | ----- | ------- |
| Boca Juniors Argentina | 1°                  | Clausura 2000       | 3    | 0    | ?    | -                   | -                   | -                   | 0                        | 0                        | 0                        | 3     | 0     | ?     | 0,00    |
| Boca Juniors Argentina | 1°                  | Apertura 2000       | 1    | 0    | ?    | -                   | -                   | -                   | 6                        | 0                        | ?                        | 7     | 0     | ?     | 0,00    |
| Boca Juniors Argentina | 1°                  | Clausura 2001       | 7    | 0    | ?    | -                   | -                   | -                   | 0                        | 0                        | 0                        | 7     | 0     | ?     | 0,00    |
| Boca Juniors Argentina | 1°                  | Apertura 2001       | 6    | 1    | ?    | -                   | -                   | -                   | 4                        | 0                        | ?                        | 10    | 1     | ?     | 0,00    |
| Boca Juniors Argentina | 1°                  | Clausura 2002       | 10   | 0    | ?    | -                   | -                   | -                   | 10                       | 1                        | ?                        | 20    | 1     | ?     | 0,00    |
| Boca Juniors Argentina | 1°                  | Apertura 2002       | 0    | 0    | 0    | -                   | -                   | -                   | 2                        | 0                        | ?                        | 2     | 0     | ?     | 0,00    |
| Boca Juniors Argentina | 1°                  | Clausura 2003       | 9    | 1    | ?    | -                   | -                   | -                   | 2                        | 0                        | ?                        | 11    | 1     | ?     | 0,00    |
| Boca Juniors Argentina | 1°                  | Apertura 2003       | 5    | 0    | ?    | -                   | -                   | -                   | 0                        | 0                        | 0                        | 5     | 0     | ?     | 0,00    |
| Boca Juniors Argentina | 1°                  | Clausura 2004       | 11   | 1    | ?    | -                   | -                   | -                   | 6                        | 1                        | ?                        | 17    | 2     | ?     | 0,00    |
| Boca Juniors Argentina | 1°                  | Apertura 2004       | 11   | 0    | ?    | -                   | -                   | -                   | 7                        | 0                        | ?                        | 18    | 0     | ?     | 0,00    |
| Boca Juniors Argentina | 1°                  | Clausura 2005       | 14   | 0    | ?    | -                   | -                   | -                   | 4                        | 0                        | ?                        | 18    | 0     | ?     | 0,00    |
| Boca Juniors Argentina | 1°                  | Apertura 2005       | 11   | 0    | ?    | -                   | -                   | -                   | 4                        | 0                        | ?                        | 15    | 0     | ?     | 0,00    |
| Boca Juniors Argentina | 1°                  | Clausura 2006       | 5    | 0    | ?    | -                   | -                   | -                   | 0                        | 0                        | 0                        | 5     | 0     | ?     | 0,00    |
| Boca Juniors Argentina | 1°                  | Apertura 2006       | 10   | 0    | ?    | -                   | -                   | -                   | 1                        | 0                        | ?                        | 11    | 0     | ?     | 0,00    |
| Boca Juniors Argentina | 1°                  | Apertura 2008       | 10   | 0    | 1    | -                   | -                   | -                   | 3                        | 0                        | 0                        | 13    | 0     | 1     | 0,00    |
| Boca Juniors Argentina | 1°                  | Clausura 2011       | 5    | 0    | 0    | -                   | -                   | -                   | -                        | -                        | -                        | 5     | 0     | 0     | 0,00    |
| Boca Juniors Argentina | Total               | Total               | 118  | 3    | ?    | -                   | -                   | -                   | 4                        | 2                        | ?                        | 167   | 5     | ?     | 0,00    |
| Gimnàstic de Tarragona · España | 1°                  | 2007                | 19   | 0    | 0    | -                   | -                   | -                   | -                        | -                        | -                        | 19    | 0     | 0     | 0,00    |
| Total | Total               | 19                  | 0    | 0    | -    | -                   | -                   | -                   | -                        | ?                        | 19                       | 0     | 0     | 0,00  |         |
| Recreativo de Huelva · España | 1°                  | 2007/08             | 14   | 0    | 0    | 2                   | 0                   | 1                   | -                        | -                        | -                        | 16    | 0     | 1     | 0,00    |
| Total | Total               | 14                  | 0    | 0    | 2    | 0                   | 1                   | -                   | -                        | -                        | 16                       | 0     | 1     | 0,00  |         |
| Total en su carrera | Total en su carrera | Total en su carrera | 151  | 3    | 1    | 2                   | 0                   | 1                   | 49                       | 2                        | 0                        | 202   | 5     | 2     | 0,00    |
| (1)Incluye Copa del Rey. (2)Incluye Copa Mercosur (2000 y 2001), Copa Libertadores (2002, 2003, 2004 y 2005), Copa Sudamericana (2002, 2004 y 2005), Recopa Sudamericana (2004 y 2006) y Copa Intercontinental (2001). |                     |                     |      |      |      |                     |                     |                     |                          |                          |                          |       |       |       |         |

## Palmarés

### Campeonatos nacionales
| Título           | Equipo       | País      | Año    |
| ---------------- | ------------ | --------- | ------ |
| Primera División | Boca Juniors | Argentina | 2000-A |
| Primera División | Boca Juniors | Argentina | 2003-A |
| Primera División | Boca Juniors | Argentina | 2005-A |
| Primera División | Boca Juniors | Argentina | 2006-C |
| Primera División | Boca Juniors | Argentina | 2008-A |

### Campeonatos internacionales
| Título                | Equipo       | Sede         | Año  |
| --------------------- | ------------ | ------------ | ---- |
| Copa Libertadores     | Boca Juniors | Buenos Aires | 2001 |
| Copa Libertadores     | Boca Juniors | São Paulo    | 2003 |
| Copa Intercontinental | Boca Juniors | Yokohama     | 2003 |
| Copa Sudamericana     | Boca Juniors | Buenos Aires | 2004 |
| Recopa Sudamericana   | Boca Juniors | Manizales    | 2005 |
| Copa Sudamericana     | Boca Juniors | Buenos Aires | 2005 |
| Recopa Sudamericana   | Boca Juniors | São Paulo    | 2006 |